# منتزه نيلسون ليكس الوطني
يقع منتزه نيلسون ليكس الوطني (منتزه بحيرات نيلسون الوطني) في الجزيرة الجنوبية لنيوزيلندا.
تم تشكيل المنتزه في عام 1956 ويغطي حوالي 1،019 كيلومتر مربع (393 ميل مربع). ويضم في بحيرتين كبيرتين، بحيرة روتويتي وبحيرة روتوروا. يشمل المنتزه أيضًا الوديان المحيطة به (بما في ذلك ترافيرس، سابين ، ودورفيل، الروافد العليا من ماتاكيتاكي) وسلاسل الجبال (سلسلة سانت أرنود، جبل روبرت). المنتزه هي منطقة ذات شعبية للتخييم ولطواف والصيد.